# Francis Fane
Sir Francis Fane († 8 avril 1691), chevalier du Bain, est un poète et dramaturge anglais ayant vécu sous le règne de Charles II. 

## Biographie
Il est le fils aîné de Sir Francis Fane († 1680), de Fulbeck, Lincolnshire, et d'Elizabeth, veuve de John Darcy. Il est le petit-fils de Mildmay Fane, 2e comte de Westmorland.
Il résida la plupart du temps à Fulbeck dans le Lincolnshire. Il fut nommé par le duc de Newcastle gouverneur, tout d'abord de Doncaster, puis de Lincoln. Il fut créé chevalier du Bain en 1661 au couronnement de Charles II.
Plusieurs de ses contemporains, dont le comte de Rochester, Nahum Tate et Gerard Langbaine, firent les louanges de son esprit et de ses capacités.

## Œuvres
En plus de poèmes, Fane donna trois pièces de théâtre :
- Love in the Dark, or the Man of Business, comédie en prose et en vers en cinq actes, en 1675, dédié au comte de Rochester
- Masque for Rochester's Valentinian en 1685
- Sacrifice, une tragédie en prose et en vers en cinq actes, en 1686